# Hillary's America: The Secret History of the Democratic Party
Hillary's America: The secret History of the Democratic Party è un documentario politico statunitense del 2016 diretto da Dinesh D'Souza e Bruce Schooley.

## Trama
Nel documentario viene esaminata dal punto di vista della destra repubblicana la candidatura alle presidenziali di Hillary Clinton e la storia del Partito Democratico.

## Riconoscimenti
- 2017 – Razzie Awards[2]
  - Peggior film a Dinesh D'Souza e Bruce Schooley
  - Peggior attore a Dinesh D'Souza
  - Peggior attrice a Becky Turner
  - Peggior regista a Dinesh D'Souza
  - Peggior regista a Bruce Schooley
  - Nomination peggior sceneggiatura a Dinesh D'Souza e Bruce Schooley.